# Мяе-Киокюла
Мяе-Киокюла (ест. Mäe-Kõoküla) — село в Естонії, входить до складу волості Вастселійна, повіту Вирумаа.